# Therioplectes hottentottus
Therioplectes hottentottus är en tvåvingeart som först beskrevs av Lichtenstein 1796.  Therioplectes hottentottus ingår i släktet Therioplectes och familjen bromsar. Inga underarter finns listade i Catalogue of Life.